# Хёг, Ларс
Ларс Хёг (дат. Lars Høgh; 14 января 1959, Оденсе — 8 декабря 2021, Оденсе, Южная Дания) — датский футболист, вратарь, известный по выступлениям за «Оденсе» и сборную Дании. Участник чемпионата мира 1986 и чемпионата Европы 1996 года.

## Клубная карьера
Хёг родился в Оденсе и всю свою карьеру провёл в местном клубе «Оденсе». Он является рекордсменом клуба по количеству матчей. За свою карьеру во всех турнирах Ларс сыграл за команду около 1000 матчей. В 1977 году он был включён в заявку на сезон в качестве резервного вратаря. В том же году Хёг выиграл свой первый чемпионат Дании. Всего он трижды выигрывал датское первенство и трижды завоёвывал Кубок Дании. Ларс пять раз признавался лучшим вратарём Дании, данное достижение до сих пор является не побитым. В 2000 году в возрасте 41 года Хёг закончил карьеру футболиста, и руководство «Оденсе» предложило ему должность спортивного директора команды. В 2008 году он стал тренером вратарей.

## Международная карьера
В 1983 году Ларс дебютировал за сборную Дании. В 1986 году он был включён в заявку национальной команды на участие в чемпионате мира. На турнир он поехал в качестве замены Троэльсу Расмуссену, но в матче группового этапа против сборной ФРГ Хёг вышел в основе. После победы над немцами тренер решил оставить Ларса в воротах на поединок 1/8 финала против сборной Испании, чтобы не менять победный состав. В том матче Хёг пропустил пять мячей, четыре из которых забил Эмилио Бутрагеньо.
В 1995 году в составе национальной команды он поехал на Кубок короля Фахда. На турнире сыграл два матча, в поединке против сборной Мексики Хёг получил травму в начале первого тайма и вынужден был уступить место в воротах Могенсу Крогу. Датчане выиграли соревнование, и эта награда стала для Ларса единственной, завоёванной на международном уровне. В 1996 году он был включён в заявку на участие в чемпионате Европы в Англии в качестве третьего резервного вратаря, на поле не выходил.

## Статистика

### Матчи Хёга за сборную Дании
| Матчи Хёга за сборную Дании | Матчи Хёга за сборную Дании | Матчи Хёга за сборную Дании | Матчи Хёга за сборную Дании | Матчи Хёга за сборную Дании | Матчи Хёга за сборную Дании   |
| --------------------------- | --------------------------- | --------------------------- | --------------------------- | --------------------------- | ----------------------------- |
| №                           | Дата                        | Соперник                    | Счёт                        | Пропущено голов             | Соревнование                  |
| 1                           | 19 мая 1983                 | Норвегия                    | 2:2                         | 2                           | Олимпийские игры 1984 (отбор) |
| 2                           | 22 июня 1983                | Финляндия                   | 3:0                         | —                           | Олимпийские игры 1984 (отбор) |
| 3                           | 8 мая 1985                  | ГДР                         | 4:1                         | 1                           | Товарищеский матч             |
| 4                           | 13 июня 1986                | ФРГ                         | 2:0                         | —                           | Чемпионат мира 1986           |
| 5                           | 18 июня 1986                | Испания                     | 1:5                         | 5                           | Чемпионат мира 1986           |
| 6                           | 23 сентября 1987            | ФРГ                         | 0:1                         | 1                           | Товарищеский матч             |
| 7                           | 8 января 1995               | Саудовская Аравия           | 2:0                         | —                           | Кубок короля Фахда 1995       |
| 8                           | 10 января 1995              | Мексика                     | 1:1                         | —                           | Кубок короля Фахда 1995       |

Итого: 8 матчей / пропущено 9 голов; 4 победы, 2 ничьи, 2 поражения.

## Достижения
Командные
«Оденсе»
- Чемпионат Дании по футболу — 1977, 1982, 1989
- Обладатель Кубка Дании — 1983, 1991, 1993

Международные
Дания
- Кубок короля Фахда — 1995

Индивидуальные
- Лучший вратарь Дании — 1986, 1989, 1991, 1993, 1994